# Meerselmolen
De Meerselmolen is een watermolen in de tot de Antwerpse gemeente Hoogstraten behorende plaats Meersel-Dreef, gelegen op de hoek Klein Eyssel en Watermolenweg.
Deze watermolen van het type turbinemolen fungeert als korenmolen en bevindt zich op de Mark.

## Geschiedenis
In 1381 was er al sprake van een onderslagmolen in de onmiddellijke nabijheid van de huidige molen. Het was een oliemolen die later ook een inrichting voor het malen van koren kreeg. Het was een banmolen van de heren van Hoogstraten.
Tijdens de Tachtigjarige Oorlog had de molen te lijden van vernielingen door Staatse troepen, zoals in 1621 en 1624. Na een brand in 1668 werd waarschijnlijk voor het eerst een stenen molen gebouwd. In 1809 had de molen nog te lijden van blikseminslag. De molen werd weliswaar gepacht door particuliere molenaars, maar was tot 1845 eigendom van de adellijke familie Salm-Salm. Daarna kwam hij in bezit van particuliere molenaars. In 1910 brandde de molen uit.
Hierna werd iets verderop een nieuwe molen gebouwd. Dit was een turbinemolen die zowel als korenmolen als oliemolen fungeerde. Tijdens de Tweede Wereldoorlog werd de olieslagerij door de Duitse bezetter vernield. Daarna fungeerde de molen nog als korenmolen, tot ook hier in 1992 een einde aan kwam. De molen raakte in verval maar werd in 1998 weer -door nieuwe eigenaren- gerestaureerd en in bedrijf gesteld. Er wordt weer graan gemalen en de molen is regelmatig opengesteld voor publiek.
- Inventaris van het Bouwkundig Erfgoed (Vlaanderen): 46660